# Requiem (Fauré)
(Gabriel Fauré, Requiem in re minore)

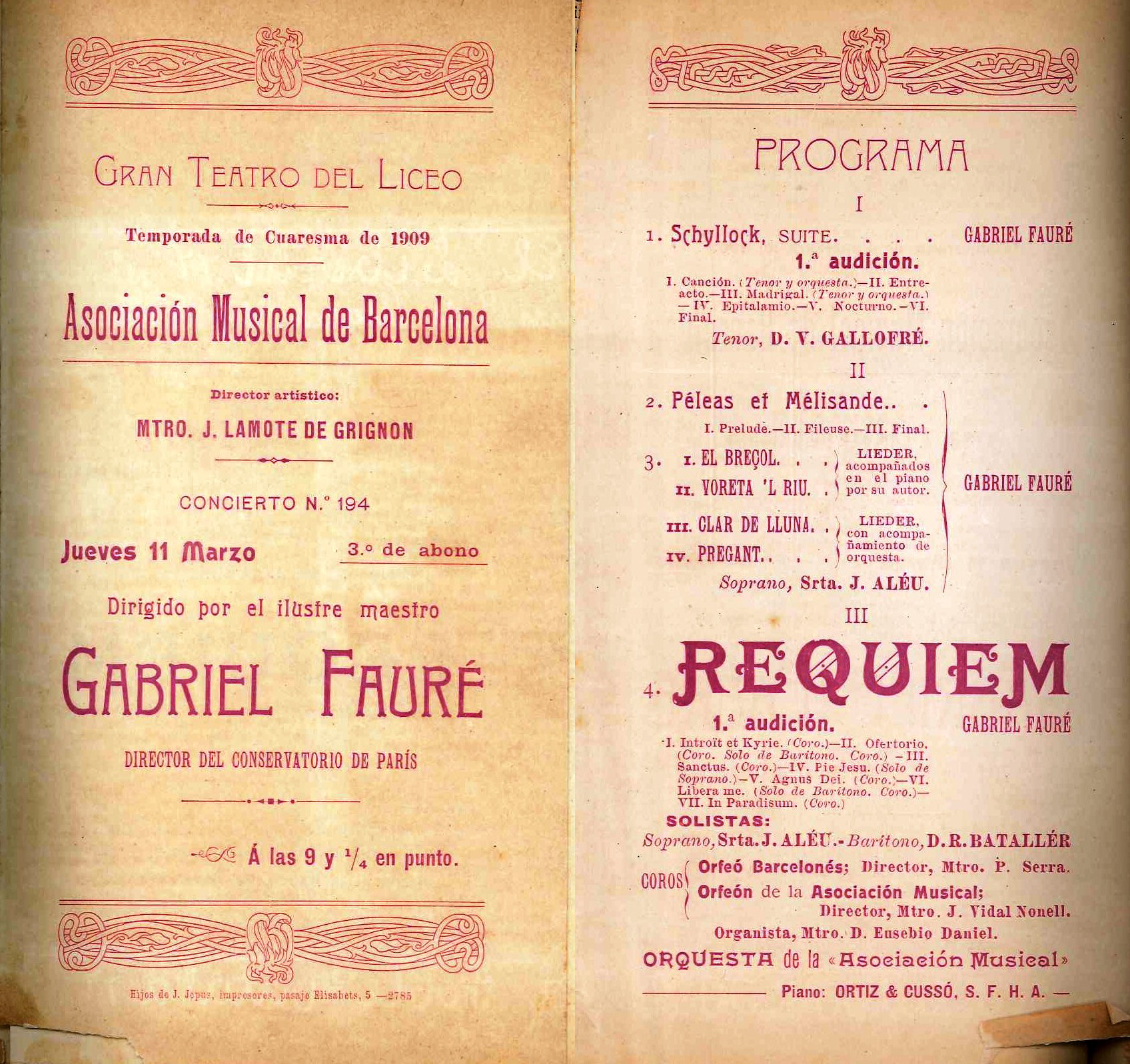
Programma del concerto al teatro Liceu di Barcellona (11 marzo 1909) diretto da Gabriel Faure dove fu eseguito il suo "Requiem"

Il Requiem in re minore op. 48, ossia l'arrangiamento corale-orchestrale della Messa cattolica abbreviata per i morti in latino, fu composto da Gabriel Fauré tra il 1887 e il 1890. È la più nota delle sue grandi opere. Il suo obiettivo è il riposo eterno e la consolazione. Le motivazioni di Fauré per la composizione dell'opera non sono chiare, ma non sembrano aver avuto nulla a che fare con la morte dei suoi genitori a metà degli anni 1880. Compose il lavoro alla fine degli anni 1880 e la revisionò negli anni 1890, terminandola nel 1900.

## Descrizione dell'opera
In sette movimenti, il pezzo è composto per soprano e baritono solisti, coro misto, orchestra e organo. Diversamente dalle tipiche ambientazioni dei Requiem, l'intera sequenza Dies irae viene omessa, sostituita dalla sua sezione Pie Jesu. Il movimento finale In Paradisum si basa su un testo che non fa parte della liturgia della messa funebre ma del funerale.
Il pezzo debuttò nella sua prima versione nel 1888 alla Chiesa della Madeleine per una messa funebre. Una esecuzione dura circa 35 minuti.

## Storia delle esecuzioni
Le ragioni per cui Fauré compose il suo Requiem sono incerte. Un possibile impulso potrebbe essere stato la morte di suo padre nel 1885 e la morte di sua madre due anni dopo, a Capodanno 1887. Tuttavia, al momento della morte di sua madre aveva già iniziato il lavoro, del quale in seguito dichiarò, "Il mio Requiem non è stato scritto per niente, per piacere, se così posso dire!" La prima musica composta compresa nel Requiem è Libera me, che Fauré scrisse nel 1877 come opera a sé stante.

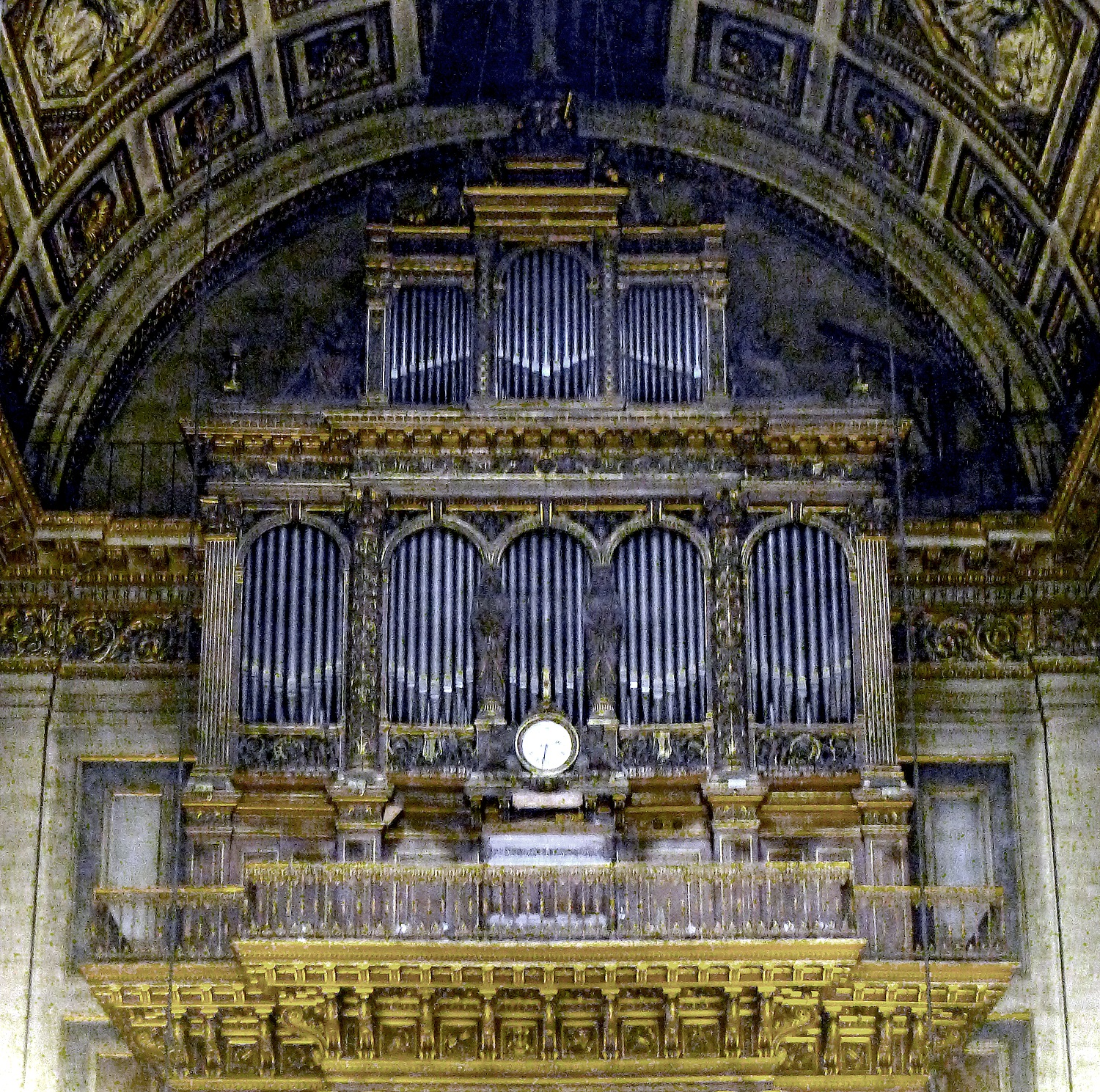
L'organo di Aristide Cavaillé-Coll a La Madeleine, Parigi, dove fu eseguita per la prima volta la prima versione del Requiem

Nel 1887-1888 Fauré compose la prima versione dell'opera, che chiamò "un petit Requiem" con cinque movimenti (Introit e Kyrie, Sanctus, Pie Jesu, Agnus Dei e In Paradisum), ma non includeva il suo Libera me. Questa versione fu eseguita per la prima volta il 16 gennaio 1888 per il funerale di Joseph Lesoufaché, un architetto, a La Madeleine a Parigi. Il compositore diresse il suo lavoro; la voce bianca degli acuti era Louis Aubert.
Nel 1889 Fauré aggiunse la porzione Hostias dell'Offertorio e nel 1890 ampliò l'Offertorio e aggiunse il Libera me del 1877. Questa seconda versione fu presentata per la prima volta il 21 gennaio 1893, sempre alla Madeleine sotto la direzione di Fauré. Le autorità ecclesiastiche non ammettevano cantanti donne e insistevano su cantanti solisti con voci bianche e coristi contralto; Fauré compose l'opera con quelle voci in mente e dovette impiegarle per le sue esecuzioni alla Madeleine, ma nella sala da concerto, svincolato dalle regole ecclesiastiche, preferì le voci femminili per le parti corali acute ed il solista nel Pie Jesu.
Nel 1899-1900 la partitura fu rielaborata per l'intera orchestra. Questa versione finale fu presentata in anteprima al Trocadéro di Parigi il 12 luglio 1900, durante l'Esposizione di Parigi. Paul Taffanel diresse un complesso di 250 artisti.
Il compositore disse della sua opera: "Tutto ciò che sono riuscito ad considerare attraverso l'illusione religiosa l'ho messo nel mio Requiem, che inoltre è dominato dall'inizio alla fine da un sentimento molto umano di fede nel riposo eterno". Disse ad un intervistatore:
Nel 1924 il Requiem, nella sua versione orchestrale completa, fu eseguito al funerale di Fauré. Fu eseguito negli Stati Uniti solo nel 1931, in un concerto studentesco al Curtis Institute of Music di Filadelfia. Fu rappresentato per la prima volta in Inghilterra nel 1936.

## Testo
La maggior parte del testo è in latino, ad eccezione del Kyrie che è il Koinè greco. Come era ormai consuetudine, Fauré non ha impostato le sezioni Graduale e Tratto della Messa. Ha seguito una tradizione barocca francese non impostando la sequenza del Requiem (il Dies irae), ma solo la sua sezione Pie Jesu. Modificò leggermente i testi dell'Introito, del Kyrie, del Pie Jesu, dell'Agnus Dei e dell'In Paradisum, ma modificò sostanzialmente il testo dell'Offertorio (descritto di seguito). Non musicò il Benedictus (la conclusione del Sanctus) e aggiunse due testi dell'Ordine della Sepoltura, Libera me e In Paradisum.
Fauré apportò modifiche al testo dell'Offertorio; all'inizio, aggiunge una "O". Cambiò "libera animas omnium fidelium defunctorum" ("consegna le anime di tutti i fedeli defunti") semplicemente "libera animas defunctorum" ("consegna le anime dei defunti"). Sostituì "Libera eas" ("Liberali") all'inizio del verso successivo con una ripetizione di "O Domine Jesu Christe, Rex gloriae, libera animas defunctorum" e omise il terzo verso (che inizia "Sed signifer sanctus ..."). Conclude con un "Amen" aggiunto.

## Struttura e strumentazione
La composizione è strutturata in sette movimenti:
- Introito et Kyrie
- Offertorio
- Sanctus
- Pie Jesu
- Agnus Dei
- Libera me
- In Paradisum

Il brano ha una durata di circa 35 minuti.
Fauré ha composto l'opera per due solisti, coro e orchestra. I suoi movimenti e le loro sezioni sono elencati in una tabella per la partitura delle voci e degli strumenti, chiave, indicazione di tempo (usando il simbolo del alla breve, equivalente a {\displaystyle \left({\frac {4}{4}}\right)} e segnatura del tempo. Le voci sono abbreviate, S per soprano, A per contralto, T per tenore, B per basso. Il compositore divide il coro in ben sei parti, SATTBB, ma spesso usa l'unisono di una o più parti. Data la natura liturgica dell'opera, le voci bianche vengono spesso usati al posto dei soprani.

### Dettagli
| N.  | Titolo           | Solista          | Coro             | Chiave              | Tempo            | Metro            | Note                               | Tema                                                                              |
| --- | ---------------- | ---------------- | ---------------- | ------------------- | ---------------- | ---------------- | ---------------------------------- | --------------------------------------------------------------------------------- |
| I   | Introit et Kyrie | Introit et Kyrie | Introit et Kyrie | Introit et Kyrie    | Introit et Kyrie | Introit et Kyrie | Introit et Kyrie                   | Introit et Kyrie                                                                  |
|     | Requiem aeternam |                  | SATTBB           | re minore           | alla breve       | Largo            |                                    | Audio playback is not supported in your browser. You can download the audio file. |
|     | Requiem aeternam |                  | T                |                     |                  | Andante moderato |                                    | Audio playback is not supported in your browser. You can download the audio file. |
|     | Te decet hymnus  |                  | S                |                     |                  |                  |                                    | Audio playback is not supported in your browser. You can download the audio file. |
|     | Exaudi           |                  | SATTBB           |                     |                  |                  |                                    | Audio playback is not supported in your browser. You can download the audio file. |
|     | Kyrie            |                  | SATB             |                     |                  |                  | primo SAT all'unisono              |                                                                                   |
| II  | Offertoire       | Offertoire       | Offertoire       | Offertoire          | Offertoire       | Offertoire       | Offertoire                         | Offertoire                                                                        |
|     | O Domine         |                  | ATB              | Si minore           | alla breve       | Adagio molto     |                                    | Audio playback is not supported in your browser. You can download the audio file. |
|     | Hostias          | B                |                  |                     | 3/4              | Andante moderato |                                    | Audio playback is not supported in your browser. You can download the audio file. |
|     | O Domine         |                  | SATB             |                     | alla breve       | Adagio molto     |                                    |                                                                                   |
|     | Amen             |                  | SATB             | si maggiore         |                  |                  |                                    |                                                                                   |
| III | Sanctus          |                  | S TB             | Mi bemolle maggiore | 3/4              | Andante moderato | T e B all'unisono                  | Audio playback is not supported in your browser. You can download the audio file. |
| IV  | Pie Jesu         | S                |                  | Si bemolle maggiore | alla breve       | Adagio           |                                    | Audio playback is not supported in your browser. You can download the audio file. |
| V   | Agnus Dei        | Agnus Dei        | Agnus Dei        | Agnus Dei           | Agnus Dei        | Agnus Dei        | Agnus Dei                          | Agnus Dei                                                                         |
|     | Agnus Dei        |                  | T                | Fa maggiore         | 3/4              | Andante          |                                    | Audio playback is not supported in your browser. You can download the audio file. |
|     | Agnus Dei        |                  | SATB             |                     |                  |                  |                                    | Audio playback is not supported in your browser. You can download the audio file. |
|     | Agnus Dei        |                  | T                |                     |                  |                  |                                    |                                                                                   |
|     | Lux aeterna      |                  | SATTBB           |                     |                  |                  |                                    | Audio playback is not supported in your browser. You can download the audio file. |
|     | Requiem aeternam |                  | SATTBB           | Re minore           | alla breve       | Adagio           | prima come l'Introito              |                                                                                   |
|     |                  |                  |                  | Re maggiore         | 3/4              | Andante          |                                    |                                                                                   |
| VI  | Libera me        | Libera me        | Libera me        | Libera me           | Libera me        | Libera me        | Libera me                          | Libera me                                                                         |
|     | Libera me        | B                |                  | Re minore           | alla breve       | Moderato         |                                    | Audio playback is not supported in your browser. You can download the audio file. |
|     | Tremens          |                  | SATB             |                     |                  |                  |                                    | Audio playback is not supported in your browser. You can download the audio file. |
|     | Dies irae        |                  | SATB             |                     | 6/4              | Più mosso        |                                    | Audio playback is not supported in your browser. You can download the audio file. |
|     | Luceat eis       |                  | A B              |                     | alla breve       | Moderato         | unisono                            | Audio playback is not supported in your browser. You can download the audio file. |
|     | Libera me        |                  | SATB             |                     |                  | Moderato         | all'unisono, come il solista prima |                                                                                   |
|     | Libera me        | B                | SATB             |                     |                  |                  |                                    |                                                                                   |
| VII | In Paradisum     | In Paradisum     | In Paradisum     | In Paradisum        | In Paradisum     | In Paradisum     | In Paradisum                       | In Paradisum                                                                      |
|     | In Paradisum     |                  | S                | Re maggiore         | 3/4              | Andante moderato |                                    | Audio playback is not supported in your browser. You can download the audio file. |
|     | Jerusalem        |                  | SATTBB           |                     |                  |                  |                                    | Audio playback is not supported in your browser. You can download the audio file. |
|     | Chorus angelorum |                  | S                |                     |                  |                  |                                    | Audio playback is not supported in your browser. You can download the audio file. |
|     | Requiem          |                  | SATTBB           |                     |                  |                  |                                    | Audio playback is not supported in your browser. You can download the audio file. |

### Struttura
La struttura dell'opera di Fauré presenta una sorprendente somiglianza con quella dell'Ein deutsches Requiem di Brahms, sebbene Fauré musicasse testi liturgici latini, mentre Brahms scelse citazioni bibliche tedesche. Entrambi i lavori hanno sette movimenti, entrambi impiegano un baritono e un soprano solista, il baritono che canta con il coro nei movimenti 2 e 6, il soprano in un movimento centrale, movimento 4 in Fauré, movimento 5 in Brahms dove appare con il coro. In entrambe le opere, i quattro movimenti rimanenti sono cantati dal solo coro, mentre Verdi, ad esempio, fa cantare ai solisti diverse arie e gruppi nel suo Requiem.

### Introito e Kyrie

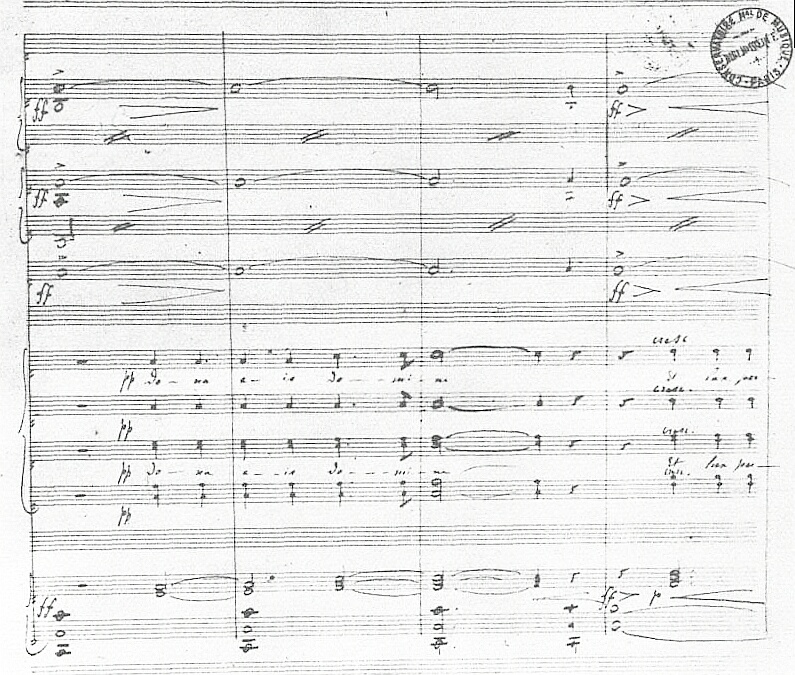
Copia del manoscritto che mostra le battute 4-7 dell'Introito e Kyrie

Simile al Requiem di Mozart, il lavoro inizia lentamente in re minore. Dopo una battuta di appena un re negli strumenti, il coro entra in pianissimo in sei parti sull'accordo di re minore e vi rimane in omofonia per l'intero testo "Requiem aeternam" (eterno riposo). In graduale progressione di armonia e in un improvviso crescendo, si raggiunge un primo apice su "et lux perpetua" (e luce duratura), decrescendo su un ripetuto "luceat eis" (risplenda su di loro). I tenori ripetono da soli la preghiera per il riposo eterno su una semplice melodia. I soprani continuano allo stesso modo che la lode è dovuta a Gerusalemme, quindi tutte le voci esclamano "Exaudi" (ascolta).
Il Kyrie inizia con la stessa melodia che il tenore cantava prima, ma ora all'unisono con soprano, contralto e tenore, ripetuta nelle quattro battute successive in armonia a quattro parti. La chiamata "Christe" è forte e urgente la prima volta, ripetuta più dolcemente un paio di volte. L'ultima chiamata "Kyrie" appare pianissimo.

### Offertorio
L'Offertorio inizia in si minore con un canone di contralto e tenore in breve successione su una semplice melodia modale con poco ambitus, in una preghiera "O Domine, Jesu Christ, rex gloriae" (O Signore, Gesù Cristo, Re di Gloria) per liberare le anime dei defunti dal castigo eterno e dal profondo lago, terminando all'unisono. La sequenza si ripete iniziando un gradino più in alto per il verso successivo, e ancora un gradino più in alto per la successiva chiamata più urgente a Gesù, imposta dai bassi. Le voci aggiungono solo piano, spezzate da pause, di cosa tratta la preghiera: "ne cadant – in obscurum" (perché non cadano nelle tenebre).
Il baritono entra con "Hostias et preces", offerte portate con lodi, cominciando con una nota ripetuta, ma chiedendo con più melodia "fac eas, Domine, de morte transire ad vitam" (fai loro, Signore, trascendere dalla morte alla vita). Il coro ripete la prima riga del testo sullo stesso motivo dell'inizio, ma in una polifonia più elaborata in quattro parti, conclusa da un esaltante Amen in si maggiore.

### Sanctus
Il Sanctus (Santo), in contrasto con altre composizioni della Messa e del Requiem dove è spesso illustrato con grandi forze vocali e strumentali (in particolare nel Requiem di Verdi), è qui espresso in forma estremamente semplice. I soprani cantano dolcemente in una semplicissima melodia ascendente e discendente di sole tre note, che le voci maschili ripetono, accompagnate da arpeggi sull'arpa e una sognante melodia ascendente nei violini (a volte solo un violino solista). Lo schema appare più volte, con le melodie che aumentano nell'ambitus e il volume che raggiunge il forte su "excelsis" (il più acuto). L'orchestra cambia tono, l'accompagnamento sognante è sostituito da accordi maggiori fermi e potenti con una fanfara di corno marcata forte e le voci maschili dichiarano "Hosanna in excelsis" (Osanna nel più alto dei cieli). A questo rispondono i soprani in diminuendo e la musica si ammorbidisce e ritorna agli arpeggi sognanti dell'arpa con cui era iniziata mentre la melodia del violino fluttua verso l'alto fino alla nota finale in mi bemolle maggiore e il coro si ripete, con i contralti che finalmente si uniscono : "Sanctus".

### Pie Jesu
Il soprano solista (o voce bianca) canta la preghiera al "buon Gesù" per il riposo eterno. L'unica riga di testo viene ripetuta tre volte, le prime due volte chiedendo "requiem" (riposo), poi intensificata per il "sempiternam requiem" (riposo eterno). Il primo richiamo è una melodia modale in Si bemolle maggiore di sei battute, il secondo richiamo è simile ma sale più in alto. Le parole "Dona eis, Domine, dona eis requiem" iniziano con una maggiore espansione, ma arrivano ad alternare solo due note su due ripetizioni di "sempiternam requiem". L'ultimo richiamo inizia come il primo e porta di nuovo ad alternare due note in estensione ancora più bassa, fino a quando l'ultimo "requiem" ha un dolce movimento verso l'alto.

### Agnus Dei
L'"Agnus Dei", in molte ambientazioni della Messa e del Requiem impostate con un'espressione oscura, inizia in Fa maggiore con una melodia fluente e ampia nell'orchestra. Dopo sei battute, i tenori cantano una melodia che sale e scende dolcemente e la ripete quasi allo stesso modo. Quindi, mentre il movimento nell'orchestra rimane lo stesso, la tonalità cambia nel modo minore e all'Agnello di Dio viene chiesto riposo in accordi di audace progressione armonica. Quindi i tenori, senza introduzione strumentale, ripetono il primo verso, portando ad un pacifico "sempiternam".
I soli soprani iniziano la sezione successiva "Lux aeterna luceat eis" (La luce eterna splenda per loro) con un lungo "Lux", poi il coro, diviso in sei parti, lascia risplendere quella luce.
Il coro si chiude con una ripresa dell'Introito, l'apertura della Messa ("Requiem aeternam"), prima che l'orchestra prenda la melodia "Agnus Dei" per chiudere il movimento.

### Libera me
Il baritono solista canta da solo la prima sezione. Su un basso in un ritmo ostinato di due semiminime, una pausa e il levare ai successivi due quarti, canta il testo "Libera me ..." (Liberami, Signore, dalla morte eterna in quel terribile giorno in cui i cieli si muoverà e la terra, quando verrai a giudicare il mondo con il fuoco.), intraprendendo una melodia di ampia portata, con alcuni salti acuti. Il testo è proseguito dal coro in quattro parti in omofonia: "Tremens factus sum ego" (Sto tremando). Con più slancio il "Dies irae" (giorno dell'ira) è espresso da accordi fortissimi, lasciando il posto alla preghiera per il riposo nello stesso movimento, ma piano, con un crescendo su "dona eis, Domine", ma improvvisamente ammorbidito su un ultimo "et lux perpetua luceat eis". Quindi il coro ripete completamente all'unisono la dichiarazione di apertura del baritono. Il solista, poi il coro, concludono dolcemente il movimento, ripetendo "Libera me, Domine".

### In Paradisum
Il testo dell'ultimo movimento è tratto dall'Ordine per la sepoltura. "In paradisum deducant angeli" (Che gli angeli ti conducano in paradiso) si basa su un continuo movimento scintillante in triadi spezzate veloci nell'orchestra. I soprani cantano una melodia espressiva crescente, arricchita dagli accordi delle altre voci, divisa in sei parti, sulla "Jerusalem" finale. Un secondo pensiero è ancora cantato dai soprani, riempito sulle ultime parole dagli altri: Requiem aeternam.

## Versioni
Fauré rivide e ampliò il Requiem negli anni tra la sua prima esecuzione nel 1888 e la pubblicazione della versione finale nel 1901. Quest'ultima è composta per orchestra completa; dagli anni '70 sono stati fatti tentativi da diversi studiosi di Fauré per ricostruire le versioni precedenti del compositore, composte per forze orchestrali più piccole.

### Prima versione
Cinque delle sette sezioni del Requiem furono completate nel gennaio 1888 ed eseguite quel mese alla Madeleine per i funerali dell'architetto Joseph Lesoufaché. Questa versione mancava dell'Offertorio e Libera me, che Fauré aggiunse a un certo punto nel decennio successivo. Il Libera me precede il resto del Requiem, essendo stato composto undici anni prima come assolo per baritono. Le forze necessarie per la versione originale del 1888 erano un coro composto da una quarantina di ragazzi e uomini (la Madeleine non ammetteva coristi donne), voci bianche soliste, arpa, timpani, organo, archi (violino solo, viole divise, violoncelli divisi e bassi). Per un'esibizione alla Madeleine nel maggio 1888 Fauré aggiunse parti per corno e tromba.

### Versione 1893
Fauré continuò a lavorare a intermittenza sul Requiem e nel 1893 giudicò la partitura pronta per essere pubblicata (anche se la pubblicazione proposta fallì). Sono stati fatti diversi tentativi per ricostruire la partitura com'era nel 1893. Lo specialista di Fauré Jean-Michel Nectoux iniziò a lavorarci sopra negli anni '70, ma la prima edizione ad essere pubblicata fu quella del direttore inglese John Rutter nel 1989. L'edizione di Nectoux, edita congiuntamente con Roger Delage fu pubblicata nel 1994. Ebbero il vantaggio di accedere a importanti materiali di partenza non disponibili a Rutter: una serie di parti orchestrali scoperte nel 1968 nella Madeleine e una partitura composta negli anni 1890 da un basso nel coro della Madeleine e annotata da Fauré. Music & Letters ha giudicato l'edizione Rutter "improvvisata e priva degli standard di borsa di studio che ci si aspetta da una stampa universitaria". Il Musical Times considerava l'edizione Nectoux e Delage "inestimabile".
Il manoscritto di Fauré è sopravvissuto ma, come afferma il critico Andrew Thomson, "le acque furono confuse dalle sue sovrascritture sul manoscritto originale, con l'aggiunta di due fagotti e altri due corni e trombe, insieme a modifiche delle parti di violoncello e basso". Nel recensire l'edizione Nectoux e Delage, Thomson scrisse di "diverse piacevoli sorprese [tra cui] il ripristino degli imperiosi rulli di timpani che sottolineano il Christe eleison e gli accordi eterei dell'arpa che esaltano così l'atmosfera spirituale del Lux aeterna".
Per la versione del 1893 si aggiungono alla partitura originale un assolo di baritono, due fagotti, quattro corni e due trombe. Quando possibile Fauré impiegò un coro misto e un soprano solista, in parte perché le linee del soprano, in particolare l'assolo nel Pie Jesu, sono difficili da cantare e richiedono un eccellente controllo del respiro, più facile per le donne adulte che per i ragazzi.

### Versione Finale
Alla fine degli anni 1890 l'editore di Fauré, Julien Hamelle, suggerì al compositore di rifare il Requiem per l'esecuzione nelle sale da concerto. Il suono intimo delle versioni precedenti era efficace nelle esecuzioni liturgiche, ma per le grandi sale da concerto e le grandi società corali dell'epoca era necessaria un'orchestra più grande. L'autografo della risultante versione del 1900 non è sopravvissuto e i critici hanno ipotizzato se Fauré, che non era molto interessato all'orchestrazione, avesse delegato parte o tutta la revisione a uno dei suoi allievi. Molti dettagli della partitura aumentata differiscono dai precedenti emendamenti di Fauré dal manoscritto originale del 1888. La nuova partitura fu pubblicata nel 1901 contemporaneamente a una partitura vocale edita da uno degli allievi prediletti di Fauré, Jean Roger-Ducasse e alcuni critici hanno ipotizzato che abbia riorchestrato l'intera partitura su iniziativa di Fauré. Altri si sono chiesti se un orchestratore così abile come Roger-Ducasse avrebbe "compiuto tali duplicazioni così inutili e poco appariscenti", o non avrebbe corretto i numerosi errori di stampa nell'edizione del 1901. Alan Blyth ipotizza che il lavoro potrebbe essere stato svolto da qualcuno nella società di Hamelle. Gli errori di stampa sono stati corretti nelle edizioni successive, in particolare quelle di Roger Fiske e Paul Inwood (1978) e Nectoux (2001).
L'orchestrazione della versione finale comprende coro misto, soprano solo, baritono solo, due flauti, due clarinetti (solo nel ''Pie Jesu''), due fagotti, quattro corni, due trombe (solo nel ''Kyrie'' e ''Sanctus''), tre tromboni, timpani (solo nel ''Libera me''), arpa, organo, archi (con una sola sezione di violini, ma con viole e violoncelli divisi, come prima).
Nectoux espresse l'opinione che avrebbero dovuto essere eseguite entrambe le versioni sia da "chiesa" (1893) che da "concerto" (1900-1901) del Requiem, la scelta dell'edizione è dettata dalle dimensioni del luogo. Non è chiaro se il compositore abbia preferito l'una o l'altra versione rispetto all'altra. Blyth commenta: "Tutti i suoi commenti sul Requiem suonano più veri come descrizioni delle versioni del 1888 e del 1894 [sic] che del testo pubblicato del 1901". Fauré, tuttavia, si lamentò nel 1921 che l'orchestra in una esecuzione dell'opera era stata troppo piccola ed espresse dei commenti a Eugène Ysaÿe sui violini "angelici" durante il ''Sanctus'' nella versione orchestrale completa.

## Edizioni scelte
- Fauré: Messe de requiem, op. 48, ed. Jean-Michel Nectoux e Reiner Zimmerman, Edizione Peters[25]
- Fauré: Requiem, op. 48, ed. Roger Fiske e Paul Inwood, Eulenburg/Schott[25]
- Fauré: Requiem (Versione 1893), ed. Jean-Michel Nectoux e Roger Delage (partitura piena e partitura in miniatura, Hamelle)[16]

## Registrazioni scelte
Il Requiem fu registrato per la prima volta nel 1931 da Fanny Malnory-Marseillac, soprano; Louis Morturier, baritono; il Choeur de la Société Bach e l'Orchestre Alexandre Cellier, diretti da Gustav Bret. Fu pubblicato per la prima volta sull'etichetta "Gramophone" e ristampato nel 1934 su HMV. Quella registrazione utilizzava tutte le orchestrazioni del 1900, così come tutte le altre tranne una nel mezzo secolo successivo. L'eccezione fu un gruppo della Columbia registrato nel 1938, con Suzanne Dupont, soprano; Maurice Didier, baritono; Les Chanteurs de Lyon e Le Trigentuor strumentale lyonnais, diretti da Ernest Bourmauck.
Dal 1984, quando l'edizione di John Rutter della partitura del 1893 fu registrata per l'etichetta Conifer, ci sono state numerose orchestre di entrambe le versioni del 1893 e del 1900 pubblicati su CD. Di seguito sono elencati quelli individuati per una particolare menzione da parte della critica. Il Requiem è spesso combinato in registrazioni e concerti con la prima Cantique de Jean Racine di Fauré, una composizione pluripremiata originariamente per coro e organo che il compositore scrisse all'età di 19 anni nel suo ultimo anno dei dieci anni alla scuola di musica sacra École Niedermeyer de Paris.

### Ricostruzione della versione del 1888
- Lisa Beckley; Nicholas Gedge; Schola Cantorum di Oxford; Ensemble strumentale della Camerata di Oxford; Jeremy Summerly (1994).

### Versione 1893
- Caroline Ashton; Stephen Varcoe; Cambridge Singers; City of London Sinfonia; John Rutter (1984). Raccomandato da "The Penguin Guide to the 1000 Finest Classical Recordings" (2011) e "The Gramophone Guide" (2012).[29][30]
- Judith Blegen; James Morris; Coro e Orchestra Sinfonica di Atlanta; Robert Shaw (1987). Raccomandato da The American Record Guide (2000).[31][32]
- Sandrine Piau; Stéphane Degout; Maîtrise de Paris; Orchestre National de France; Laurence Equilbey (2008). Raccomandato da The Gramophone Guide (2012).[30]
- Grace Davidson, William Gaunt, Tenebrae, London Symphony Orchestra Chamber Ensemble, Nigel Short (2011). Raccomandato da Richard Morrison, Building a Library, BBC Radio 3 (2016).[33]

### Versione 1900
- Victoria de los Ángeles; Dietrich Fischer-Dieskau; Chorale Élisabeth Brasseur; Orchestre de la Société des Concerts du Conservatoire; André Cluytens (Saint-Roch, Paris, 1963). Recommended by All Music Guide to Classical Music (2005).[34]
- Robert Chilcott; John Carol Case; Choir of King's College, Cambridge; New Philharmonia Orchestra; Sir David Willcocks (1967). Recommended by The Gramophone Guide (2012).[30]
- Kathleen Battle; Andreas Schmidt; Philharmonia Chorus and Orchestra; Carlo Maria Giulini (1986). Recommended by All Music Guide to Classical Music (2005).[34]

## Nella cultura pop
- Il Pie Jesu  fu usato da Michael Jackson come introduzione al brano Little Susie nell'album HIStory: Past, Present and Future (1995)

### Annotazioni
1. ↑  Dopo il servizio il prete chiamò Fauré e gli disse: "Non abbiamo bisogno di tutte queste novità: il repertorio della Madeleine è abbastanza ricco."[12]
2. ↑  Roger-Ducasse era stato incaricato di riorchestrare l'opera di Fauré Prométhée per l'esecuzione nel teatro dell'opera, e Charles Koechlin aveva orchestrato Masques et bergamaschi per il teatro.[18]